# 名鉄キハ8500系気動車
名鉄キハ8500系気動車（めいてつキハ8500けいきどうしゃ）は、名古屋鉄道（名鉄）が1991年（平成3年）に導入した特急形気動車である。
本項では、会津鉄道・サバ州立鉄道への譲渡後についても記述する。

## 概要
高山本線へ直通する特急「北アルプス」に使用されていたキハ8000系の置き換え用として、先に導入されたキハ85系をベースに開発された。
先頭車が4両・中間車が1両の5両が製造された。全車両とも動力車である。キハ8000系やキハ85系とは異なり全車両が普通車で、グリーン車は存在しない。

### 登場の経緯
名鉄では、1965年（昭和40年）から国鉄（現・JR東海）高山本線へ直通する列車の運行を開始した。この直通列車に使用されるキハ8000系気動車は、登場当時は全車冷房車であることから高い評価を受けていたがが、1990年代にもなると特急車両としては接客設備・走行性能ともに、当時の標準から大きく見劣りしたものとなりつつあった。
一方、国鉄分割民営化によって発足した東海旅客鉄道（JR東海）では、1989年（平成元年）から1990年（平成2年）にかけて高山本線特急「ひだ」をすべて新型車両のキハ85系に置き換えたため、JR東海は名鉄に対しキハ8000系を新型車両に置き換えるよう申し入れ、名鉄は車両仕様についての検討を行った。その過程において、犬山線でのダイヤの構成上は高速性能の向上が望ましく、起動加速度3.0 km/h/s・最高速度120 km/hという電車並みかそれ以上の性能を確保するためには、搭載するエンジンはカミンズ製以外の選択肢はないと結論付けられた。名鉄にとって幸いだったのは、キハ85系がカミンズ製エンジンを採用していたことで、その後の協議が順調に進む大きな要因にもなった。

## 構造
本節では、登場当時の仕様を基本として記述する。

### 車体
車体長20,800mm・車体幅2,740mmの全鋼製車体で、キハ8000系よりもわずかに拡大されている。腐食が予想される扉周りの台枠や屋根にはステンレス材を併用している。側面窓は1000系「パノラマSuper」の意匠を受け継ぐ角のRが大きいもので、幅は1,700mm、窓の高さは980mmとしている。客用扉は幅800mmの2枚折戸とした。床はエンジン音を遮断するために二重構造としており、側面窓も同様の理由で複層ガラスとしている。
レール上面から床面までの高さは1,120mmであるが、これはキハ85系よりも70mm高い。このため、キハ8501とキハ8502の前面貫通扉については下方向に70mm拡大して乗務員室の床に段差を設けており、キハ85系との連結時にはここにスロープを取り付けることによって、スムーズな通行ができるようにした。
車体色はアイボリーホワイト■を基調としてマスタードイエロー■とソフトイエロー■の直線を配し、窓周りはダークブラウン■とした。

### 内装

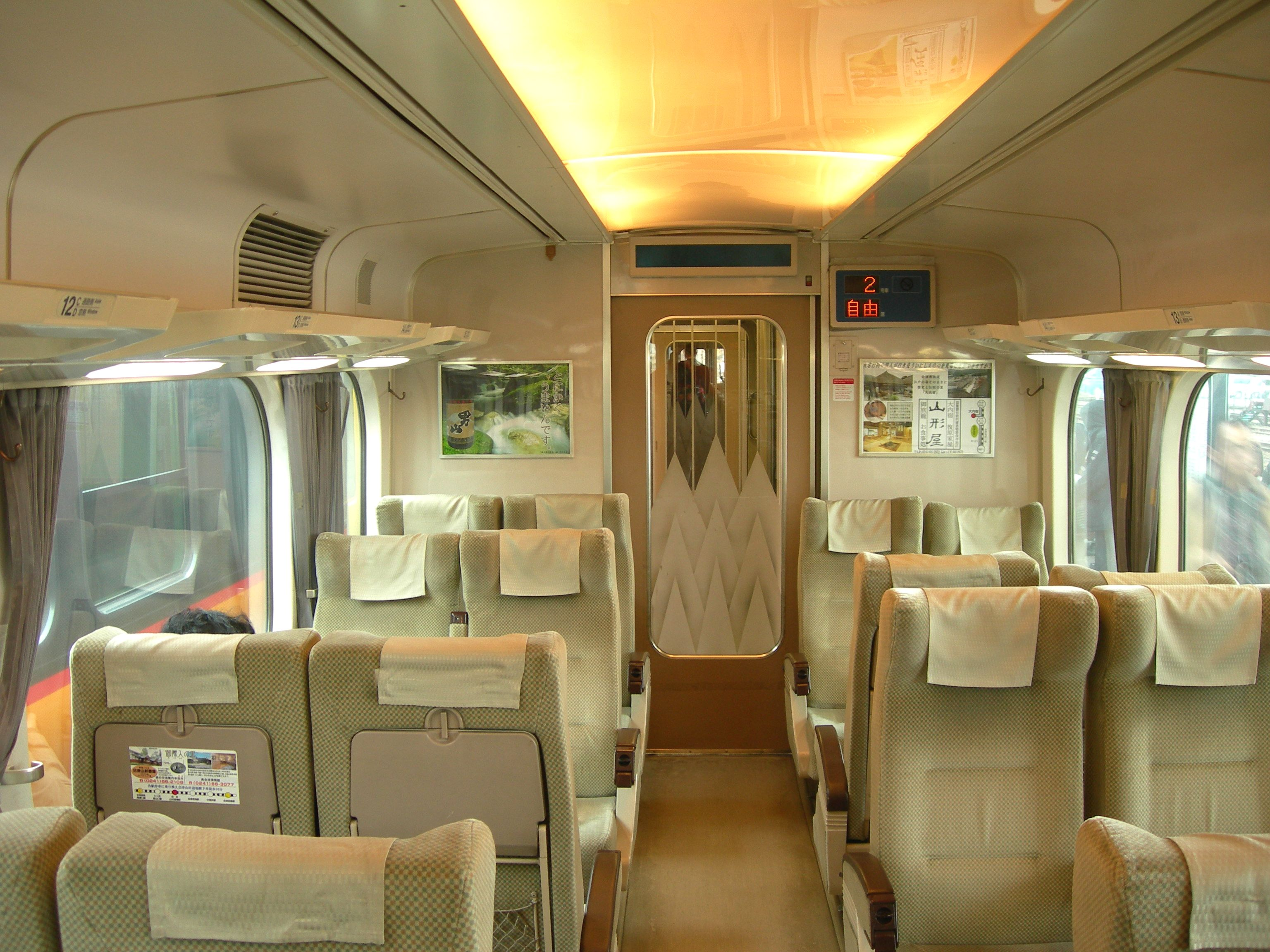
客室内（会津鉄道に譲渡後）

客室内は「飛騨の大自然」というイメージを反映させるため、淡いベージュとブラウンで全体のイメージを統一した。室内の照明は「より自然な室内照明」とする目的で電球色蛍光灯による間接照明とし、天井中央部に幅850mmで面照明システムを導入した。通路の扉は飛騨の杉林をエッチングで表現し、扉のガラスにも杉林をデザインした。
座席は2人がけリクライニングシートをシートピッチ1,000mmで配置した。座席のモケットはベージュ・グリーン・ブラウンのチェック模様とした。窓のカーテンについては新素材として、カーテンを閉じても窓の外の風景が見える「熱反射形スパッタミラーカーテン」を採用した。
トイレ・洗面所は1000系「パノラマSuper」と共通設計のものを採用したほか、客室内妻面に設けたLED式の案内表示装置も「パノラマSuper」と同じものである。

### 主要機器

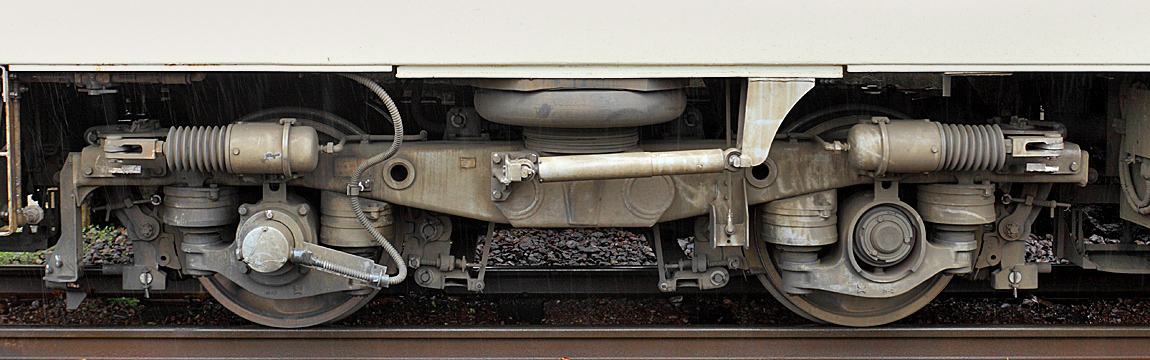
ND-719形台車

キハ8500系は名鉄の車両であるが、「北アルプス」の運行区間である新名古屋駅と高山駅の間の距離149.2kmのうち、名鉄の走行区間は新名古屋駅から新鵜沼駅までの30.1kmに過ぎず、JR高山本線での走行区間のほうが長く、これはJR東海の運転士のほうが乗務する区間が長いことを意味する。また、JR東海の車両であるキハ85系との連結が可能であることも設計条件とされた。このため、走行機器に関してはキハ85系と同等とした。ただし、キハ85系と比較して車体幅が狭いため、床下機器の艤装には苦労したという。
エンジンは、カミンズ製のNTA-855-R1形を採用し、各車両に2基ずつ搭載した。このエンジンはキハ85系で使用されているC-DMF14HZ形と同型の直噴型ディーゼルエンジンで、最大出力は350 ps・回転速度は2,000 rpm である。変速機は3段6要素・直結2段式の液体変速機であるC-DW14形を採用した。これにより、最高速度は120 km/h、上り20 ‰ 勾配における均衡速度は100 km/h となった。
台車は日本車輌製造のボルスタレス空気ばね台車であるND-719形で、キハ85系が装着するC-DT57形台車に準じた設計である。制動装置（ブレーキ）については名鉄では初めてとなる電気指令式ブレーキを採用しており、制動初速100 km/h 以上の際に機能する増圧ブレーキや、機関ブレーキ、耐雪ブレーキを装備している。

## 形式
運用時は3両編成を基本とした。
キハ8500形
- 8501 : 豊橋側先頭車 (Mc'1) で[14]、トイレ・洗面所を装備する[5]。キハ85系との併結に対応[5]。
- 8502 : 高山側先頭車 (Mc'1) で[14]、構造はキハ8501と同一である[5]。キハ85系との併結に対応[5]。
- 8503 : 豊橋側先頭車 (Mc1) で[16]、トイレ・洗面所を装備する[5]。主に増結用のためキハ85系との併結対策は未施工[16]。
- 8504 : 高山側先頭車 (Mc2) で、車内販売準備室・自動販売機・公衆電話を装備[5]。主に増結用のためキハ85系との併結対策は未施工[16]。

キハ8550形
- 8555 : 唯一の中間車 (M) で車内販売準備室・自動販売機・公衆電話を装備[5]。

## 運用・沿革

### 名古屋鉄道
キハ8500系は須ヶ口駅近くの新川検車区に配置され、1991年（平成3年）3月16日のダイヤ改正で営業運行を開始した。このダイヤ改正からは、多客期にはJR東海の特急「ひだ」との連結も開始され、美濃太田駅 - 高山駅間ではキハ85系と連結を行った。なお、「北アルプス」と連結する「ひだ」は臨時列車として設定されており、当初は「北アルプス」と「ひだ」の連結時には、上下列車とも先頭にキハ85系が連結されるようになっていた。
神宮前駅、新名古屋駅とも折り返し設備などがなく、かつ列車密度が高い区間であるため、運用時には神宮前駅の下り「北アルプス」発車時刻（11時37分）より2時間44分ほど前に出庫し、まず津島線の甚目寺駅まで回送して給油し、鳴海駅へ回送して時間調整を行った後、神宮前駅へ回送されて「北アルプス」の運用に入っていた。上り列車も神宮前駅への到着後は、いったん鳴海駅へ回送してから入庫していた。
同年5月からは、電車並みの高加速性能を生かして過密ダイヤの名鉄線内でも運用可能と判断され、平日朝ラッシュ時と夜間の特急にもキハ8500系が運用されるようになった。平日朝は甚目寺駅で給油した後に東岡崎駅へ回送され、同駅8時31分発の金山行き全車指定席特急として運用された後、清掃と給水のために入庫し、常滑線大江駅へ回送された後に「北アルプス」の運用に入った。上り「北アルプス」の神宮前到着後は大江駅に回送し、金山20時35分発の犬山行き全車指定席特急として運用された後に、栄生駅まで回送され入庫していた。
その後、1999年（平成11年）12月のダイヤ改正で連結する「ひだ」が定期列車に格上げとなり、さらに東海北陸自動車道の延伸が進捗した2000年（平成12年）10月からは名鉄自身のバス事業において名古屋と高山を結ぶ高速バス（ひだ高山号）の運行を開始しており、「北アルプス」の存在意義は薄れてしまった。利用者自体も10年間で半減し、前記の高速バスに乗客を奪われ、さらには電鉄会社が気動車を保有する非効率さもあり、2001年（平成13年）9月30日限りで「北アルプス」は廃止された。

### 会津鉄道

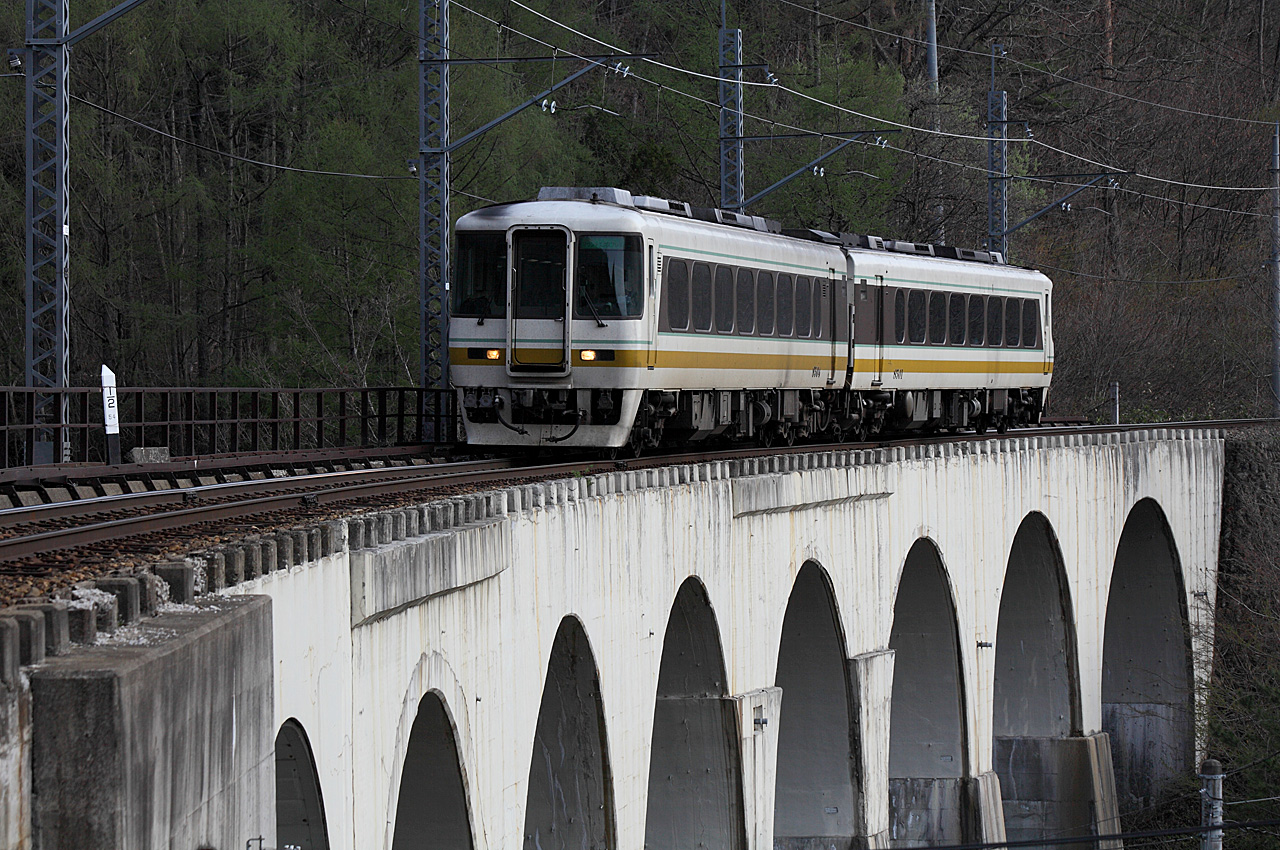
山王川橋梁を渡るキハ8500系

折りしも、会津鉄道では現有車両の更新の時期を迎えており、観光列車としての設備を備えた車両の導入を検討していた。また、会津鉄道は一般車両のうちお座敷車両への改造と事故廃車で2両を失っており、車両を補充する必要があった。会津鉄道では「北アルプス」廃止によって運用を失った本系列に着目し譲渡を申し入れた結果、5両全車両が会津鉄道に譲渡されることになった。会津鉄道の列車は西若松駅から会津若松駅までは東日本旅客鉄道（JR東日本）只見線へ乗り入れており、本系列がJR直通対応車両であることもメリットとして挙げられた。
名鉄側での売却整備が行われ、同年12月22日から24日にかけて会津鉄道へ甲種輸送された。会津鉄道での形式番号および外部塗装については、特急「北アルプス」に愛着を感じるファンを意識して名鉄時代のままとなった。また、2両編成2本として組成した上で中間車1両は予備車となった。
2002年（平成14年）3月23日のダイヤ改正から「AIZUマウントエクスプレス」として営業運行を開始した。当初の運用列車は快速4本・普通列車2本であった。2003年（平成15年）10月からはJR東日本磐越西線の喜多方駅まで乗り入れを開始、2005年（平成17年）3月からは東武用のATSを装備して野岩鉄道会津鬼怒川線を経由して東武鬼怒川線鬼怒川温泉駅まで乗り入れを開始した。
2007年（平成19年）3月31日付で中間車のキハ8555は廃車となり、部品取りとなった。残る4両はその後も運用されていたが、性能上の特性が高速運転向けに設計されていたことから、こまめな停車の繰り返しや大川ダム建設に伴う付け替え区間以外の最高速度が65km/hと低いため、殆どの区間において変速機が変速段での走行となった会津鉄道では変速機油温度が下がらず、ブルカン継手（高弾性カップリング）に使われているゴムの劣化が早期に進行した。
このため、会津鉄道での標準型車両をベースとした新型車両AT-700形・AT-750形へ置き換えられることになり、本系列は2010年（平成22年）5月30日をもって営業運転を終了した。最終日となった5月30日には特別運用が組まれ、会津若松駅を12時59分に発車する列車が最後の運行となった。同列車は鬼怒川温泉駅行きであるが、会津田島駅到着後に隣設ホームに停車しているAT-700形・AT-750形と車両交換するという「新旧交代セレモニー」が行われた。
引退後は会津田島駅と会津下郷駅に1編成ずつ留置されていたが、2010年（平成22年）12月に会津鉄道公式サイト上において売却先募集が行われた。その後売却先が決定し、2011年（平成23年）3月26・27日に会津田島駅構内でさよなら運転のイベントを開催する予定であったが、東北地方太平洋沖地震（東日本大震災）の影響で中止になった。

### その後の動向

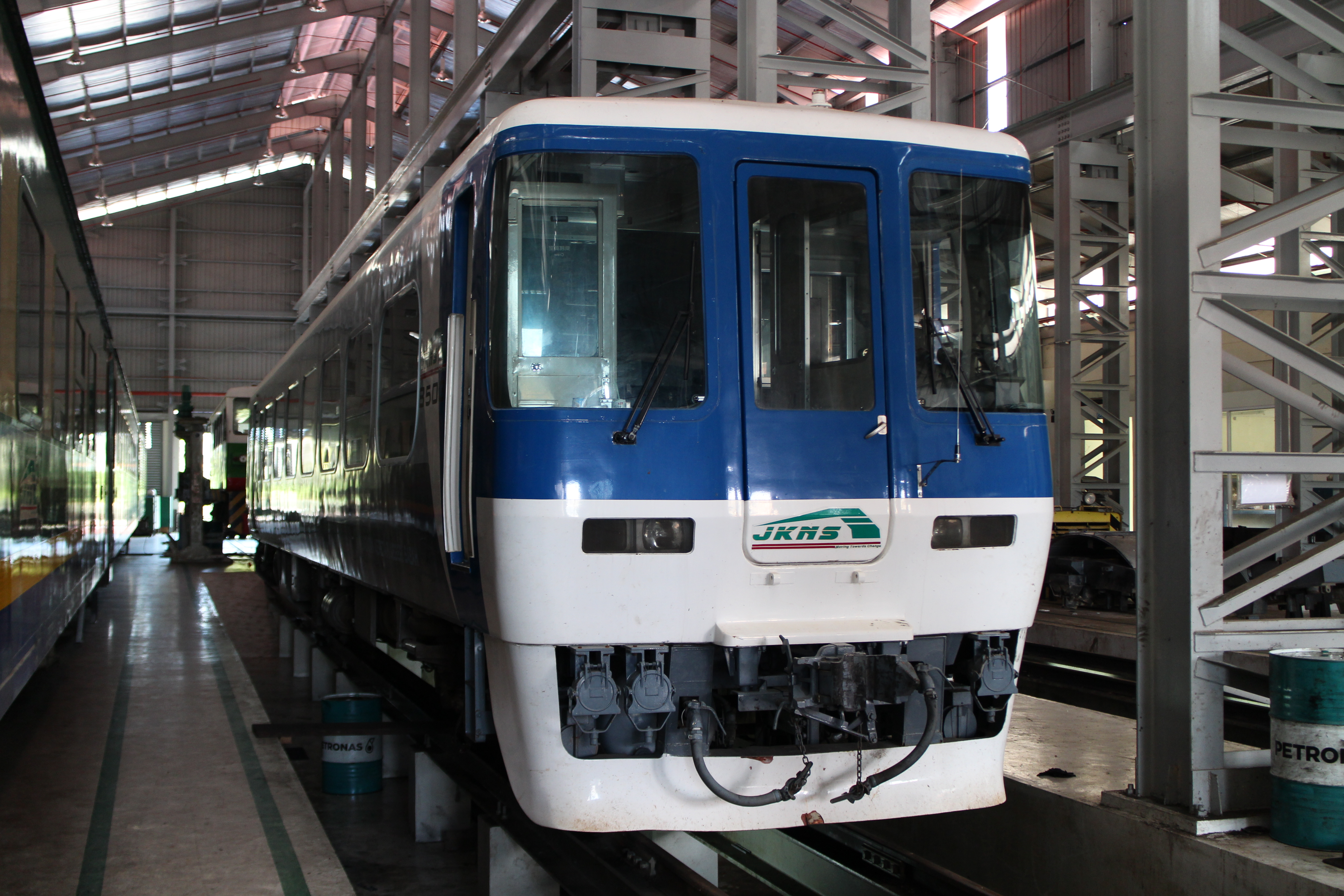
マレーシアのサバ州立鉄道に譲渡されたキハ8500系

キハ8501とキハ8504は栃木県那須烏山市の那珂川清流鉄道保存会で保存されている。
キハ8502とキハ8503は、名古屋市在住の大学職員の男性がオークションにて1,400万円で落札し、当初は愛知県内に輸送される予定であった。しかし、東北地方太平洋沖地震（東日本大震災）による甚大な被害を受けた福島県に活気を呼び戻したいという男性の意向により、福島県会津若松市の観光施設「やすらぎの郷 会津村」にて一般公開されることが決定し、2012年（平成24年）4月24日に同施設への輸送が完了した。
その後、2両ともマレーシアのサバ州立鉄道に譲渡されることが決定し、2015年（平成27年）8月半ばに会津からマレーシアに向けて、トレーラーに積載されて出発した。同年9月にクアラルンプール港に到着し、キハ8502から修復作業が開始された。
2016年（平成28年）2月にエンジン復旧・車体改装の改修工事が完了し、同年3月に日本の専門家による最終点検も完了した。カラーリングが青と水色、灰色の三色で塗り分けられている以外は名鉄時代から大きな改造箇所はない。また、内装についてもLED表示が禁煙プレートに差し替えられている以外ではほとんど変化がない。点検完了後は正式譲渡され、車番は「8502」を引き継いで塗装に明記されている。
2016年（平成28年）10月17日から「Kelas Pertama」（マレー語でファーストクラスの意味）と呼称する急行列車として、1両をターンテーブル利用で1日1往復運行している。2017年からは8503を連結した2両編成での運行が開始された。